# SS Ceramic (1912)
SS Ceramic foi um transatlântico britânico. Ele foi construído pelo estaleiro Harland and Wolff, sendo operado pela White Star Line entre Liverpool e a Austrália. Em 1934, a Shaw, Savill & Albion Line assumiu as rotas na Austrália, e assim adquirindo o Ceramic. O navio serviu como um navio de tropas nas duas Guerras Mundiais. Ele foi afundado pelo submarino alemão U-515 em 1942, deixando apenas um sobrevivente das 656 pessoas a bordo.

## Construção
Ceramic foi construído no estaleiro Harland and Wolff, em Belfast, sendo lançado no dia 11 de dezembro de 1912, e equipado em 1913. O navio foi entregue no dia 5 de julho.
Ceramic tinha dois motores de expansão tripla, cada um com uma alta pressão. O navio era impulsionado por três hélices.

## Serviço na White Star
A viagem inaugural do Ceramic iniciou no dia 24 de julho de 1913, navegando de Liverpool para a Austrália. Na época, ele era o maior navio que operava na rota. Em 1914, ele foi requisitado para a Primeira Força Imperial Australiana como um navio de tropas.
Ceramic sobreviveu a uma série de ataques. Em maio de 1916, ele foi atacado por dois torpedos enquanto esteve navegando no Mediterrâneo com 2 500 tropas. No dia 9 de junho de 1917 ele foi novamente atacado por um submarino não identificado, enquanto esteve no Canal Inglês. No dia 21 de julho, ao largo das Ilhas Canárias, um U-Boot o perseguiu durante 40 minutos.
Em maio de 1917, Ceramic foi transferido para o Reino Unido. Em 1919, ele foi devolvido à White Star Line, sendo reequipado pela Harland and Wolff no ano seguinte como um navio civil. Ele retornou ao serviço civil no dia 18 de novembro de 1920, deixando Liverpool com destino a Sydney, com escala em Glasgow.
No dia 18 de dezembro de 1930, Ceramic colidiu com um navio da Pacific Steam Navigation Company no Rio Tâmisa. Ambos navios foram danificados.

## Serviço na Shaw, Savill and Albion
Em 1934, a White Star Line se fundiu com a Cunard Line. Por conta disso, Ceramic foi vendido para a Shaw, Savill and Albion, mas seu nome não foi alterado. Sua primeira viagem com a nova companhia ocorreu no dia 25 de agosto, deixando Liverpool com destino a Brisbane. Em junho de 1936, o navio foi enviado a Harland and Wolff, onde passou por uma modernização. Ceramic retornou ao serviço no dia 15 de agosto.

## Segunda Guerra Mundial
Quando a Segunda Guerra Mundial iniciou no dia 1 de setembro de 1939, Ceramic estava em Tenerife, em sua rota regular para a África do Sul] e Austrália. Ele permaneceu na rota, sem escolta, chegando à Austrália em outubro. Ele deixou Sydney no dia 1 de novembro, navegando novamente sem escolta até chegar em Freetown, Serra Leoa, onde se juntou ao Convoy SL 13F. O comboio deixou o porto em 19 de dezembro, chegando em Liverpool no dia 3 de janeiro de 1940.
Em fevereiro de 1940, Ceramic foi contratado como um navio de tropas. Ele manteve sua rota habitual, deixando Liverpool no dia 19 de fevereiro, chegando em Sydney em 14 de abril. Ele novamente deixou Sydney no dia 20 de abril, ancorando em Freetown no início de junho. Ele navegou no dia seguinte sem escolta, chegando em Liverpool no dia 13 de junho.

### Colisão com o Testbank
Navegando no Atlântico Sul na madrugada 11 de agosto de 1940, um navio cargueiro de 5 083 toneladas avistou o Ceramic a cerca de um quilômetro e meio à frente. Sob os regulamentos de navegação em tempo de guerra, os dois navios estavam navegando com as luzes apagadas. O vigia do Ceramic não conseguiu ver o Testbank a tempo. Ambos navios alteraram o curso, mas não a tempo de evitar uma colisão.
O navio Testbank atingiu o lado estibordo do Ceramic. A velocidade de ambos navios foi estimada a 25 nós (46 km/h). A proa do navio cargueiro foi destruída, abrindo um buraco de 40 pés (12 m) de largura, mas ambos navios permaneceram à tona. O cargueiro Testbank foi capaz de retornar à Cidade do Cabo sob seus próprios motores.
Como precaução, os 279 passageiros do Ceramic foram transferidos para o navio RMS Viceroy, da Índia. Ceramic navegou até Walvis Bay com o auxílio de um rebocador, sendo escoltado por um navio de guerra da Marinha Real. Ele chegou no dia 16 de agosto, onde foi enviado para reparos de emergência. Após ser reparado, ele navegou até a Cidade do Cabo. No dia 10 de dezembro, Ceramic retornou suas viagens para a Austrália, chegando em Sydney no dia 18 de janeiro de 1941.

### Serviços posteriores
Entre 28 e 29 de junho de 1941, Ceramic navegou com o comboio WS 9B, chegando em Freetown no dia 13 de julho. Ele permaneceu sem escolta na África do Sul, como de costume, chegando em Sydney no dia 4 de setembro, onde permaneceu até 1 de outubro. Em vez de retornar a sua rota habitual, ele virou para o leste do Mar de Tasman, chegando em Wellington no dia 27 de outubro, e em seguida, atravessou o Pacífico. Em novembro, ele passou pelo Canal do Panamá, chegando em Halifax. Lá, ele se juntou ao comboio HX 163, deixando o porto no dia 3 de dezembro, chegando em Liverpool em 19 de dezembro.
Em janeiro de 1942, Ceramic deixou Liverpool com o comboio ON 59. Por conta das ameaças de um ataque inimigo, sua rota a partir de Liverpool a Cidade do Cabo foi alterada para o oeste. Ele navegou sob escolta através do Atlântico Norte, chegando no dia 7 de fevereiro. No dia 15 de fevereiro, ele deixou Halifax sob escolta naval, chegando no Rio de Janeiro, Brasil em 5 de março. Ele navegou mais uma vez sem escolta entre a África do Sul e a Austrália, chegando em Sydney no dia 29 de abril.

### Naufrágio
No dia 3 de novembro de 1942, Ceramic estava transportando 377 passageiros, 264 tripulantes e 14 artilheiros, com uma carga de 12.362 toneladas durante uma viagem entre Liverpool e Austrália. Ele navegava com o comboio ON 149 sem escolta, como planejado. Em sua partida anterior, em janeiro, ele navegou para o oeste por conta de uma ameaça de ataque.
À meia-noite no dia 7 de dezembro, em tempo frio e mar agitado no meio do Atlântico, o submarino U-515 atingiu o Ceramic com um único torpedo, parando seus motores e iluminação elétrica. Os operadores telégrafos enviaram sinais de socorro, sendo recebido pelo navio HMS Enterprise. Foram lançados oito botes salva-vidas lotados, no entanto, o navio ainda permanecia à tona.
Cerca de três horas depois, o submarino U-515 disparou mais dois torpedos, atingindo em volta do navio que afundou logo em seguida. O tempo chuvoso e o mar agitado viraram alguns botes salva-vidas, deixando muitas pessoas na água gelada.
Na manhã seguinte, a Befehlshaber der U-Boote (BdU) ordenou o submarino U-515 a retornar ao local do naufrágio, e consequentemente descobrir o destino do navio. O comandante do U-boat, Kapitänleutnant Werner Henke avistou um dos botes salva-vidas, com os sobreviventes acenando para ele. A tempestade estava quase a Grau 10, alagando a torre de comando do U-515. Mesmo assim, Henke ordenou sua equipe a procurar sobreviventes. O primeiro e único a ser encontrado foi o sapador Eric Munday, que foi resgatado na água.
Os outros ocupantes dos botes salva-vidas não sobreviveram. A tempestade era muito forte e perigosa para os navios de resgate rondarem o local. No dia 9 de dezembro, um destroyer foi enviado ao local a procura de sobreviventes, sem sucesso.
O único sobrevivente, Eric Munday, foi mantido como prisioneiro a bordo do U-515 por um mês. Quando ele voltou para Lorient no dia 6 de janeiro de 1943, desembarcou na Base de submarinos de Lorient, onde permaneceu como um prisioneiro de guerra até o ano de 1945.